# یوکیهیرو ۲۸۳۴۰
سیارک ۲۸۳۴۰ (به انگلیسی: 28340 Yukihiro، نامگذاری:1999EG5) بیست و هشت هزار و سیصد و چهلمین سیارک کشف شده‌است که در ۱۳ مارس ۱۹۹۹ کشف شد.